# Humbert (Bremen)
Humbert war von 1101 bis 1104 Erzbischof des Erzbistums Hamburg-Bremen.

## Leben
In Urkunden von 1089 bis 1101 wird Humbert als Kanzler Kaiser Heinrichs IV. erwähnt. Da dessen Kappelan Otto den ihm vom Kaiser angetragenen Bremer Erzbischofsstuhl zugunsten des Bamberger Bischofsamtes ausschlug, bestimmte Heinrich IV. wohl noch im Jahr 1101 Humbert zum Nachfolger Liemars. In der Reichspolitik spielte Humbert fortan kaum eine Rolle mehr und auch über seine kurze Bremer Amtszeit ist kaum nennenswertes überliefert. Allerdings fiel noch in diese Jahre die Entscheidung des Papstes von 1104, das schwedische Bistum Lund, das bis dahin der bremischen Jurisdiktion unterstand, zum Erzbistum aufzuwerten. Die Zuständigkeit der bremischen Kirche für Skandinavien ging damit verloren, auch wenn sie im 12. Jahrhundert noch einmal vorübergehend wieder anerkannt wurde.